# Peperomia tomentella
Peperomia tomentella är en pepparväxtart som beskrevs av Trel. & Yunck.. Peperomia tomentella ingår i släktet peperomior, och familjen pepparväxter. Inga underarter finns listade i Catalogue of Life.